# Trigonostemon pachyphyllus
Trigonostemon pachyphyllus là một loài thực vật có hoa trong họ Đại kích. Loài này được Airy Shaw miêu tả khoa học đầu tiên năm 1971.